# ويل هنت
ويل هنت (بالإنجليزية: Will Hunt)‏ هو موسيقي أمريكي، ولد في 5 سبتمبر 1971 في غينزفيل في الولايات المتحدة.

## وصلات خارجية
- ويل هنت على موقع ميوزك برينز (الإنجليزية)
- ويل هنت على موقع ديسكوغز (الإنجليزية)